# Георг IV фон Валдбург-Волфег-Цайл
Георг IV фон Валдбург-Волфег-Цайл-Валдзее (на немски: Georg IV von Waldburg zu Wolfegg-Zeil-Waldsee; * 1523; † 1556/1557) е наследствен „трушсес“ на Валдбург-Волфег-Цайл-Валдзее. Той е два пъти сват на граф Фробен Кристоф фон Цимерн (1519 – 1566), авторът на „Хрониката на графовете фон Цимерн“, написана от 1540/1558 до 1566 г.

## Произход
Той е син на известния немски военен командир „Селския Йорг“, трушсес Георг III фон Валдбург-Волфег-Цайл (1488 – 1531) и втората му съпгуга графиня Мария фон Йотинген-Флокбург (1498 – 1555), дъщеря на граф Йоахим фон Йотинген-Флокберг (1470 – 1520) и принцеса Доротея фон Анхалт-Кьотен (1472 – 1505).

## Фамилия
Георг IV се жени на 6 ноември 1543 г. за графиня Йохана фон Раполтщайн (* 29 май 1525; † 30 октомври 1569), дъщеря на граф Улрих VI фон Раполтщайн († 1531) и Анна Александрина фон Фюрстенберг (1504 – 1581). Те имат седем деца:
- Катарина фон Валдбург-Волфег-Цайл-Валдзее (* 6 юни 1545; † 12 ноември 1590), омъжена I. на 3 октомври 1568 г. за Еразмус II фон Щархемберг Млади  (1545 – 1570), II. 1571 г. за граф Улрих III фон Ортенбург (* 1532; † 14 юли 1586)
- Якоб V фон Валдбург-Волфег-Цайл „Дебелия“ (* 6 декември 1546; † 20 май 1589), женен на 25 февруари 1566 г. за графиня Йохана фон Цимерн-Мескирх (* 7 май 1548; † 30 август 1613), дъщеря на автора на „Хрониката на графовете фон Цимерн“ граф Фробен Кристоф фон Цимерн и графиня Кунигунда
- Мария фон Валдбург-Цайл-Волфег (* 5 ноември 1547; † сл. 29 януари 1597), омъжена за фрайхер Луц IV фон Ландау-Хауз-Рапотенщайн († 19 януари 1597)
- Йохан фон Валдбург-Волфег-Цайл-Валдзее (* 20 декември 1548; † 17 юли 1577, Цайл), женен на 15 юни 1570 г. за Кунигунда фон Цимерн (* 30 януари/юни 1552; † 3 септември 1602), сестра на снаха му Йохана фон Цимерн-Мескирх
- Филип фон Валдбург-Волфег-Цайл-Валдзее (* 26 януари 1550; † 7 февруари 1620), домхер в Констанц (1562), Страсбург (1562 – 1593), Кьолн (1568)
- Агнес фон Валдбург-Волфег-Цайл-Валдзее (* 12 август 1553; † ?)
- Георг фон Валдбург-Волфег-Цайл-Валдзее (* 17 януари 1555; † 1607), домхер на Вюрцбург (1580 – 1582), Аугсбург (1585 – 1589), женен за Маргарета Керлер